# Caoayan
Caoayan is een gemeente in de Filipijnse provincie Ilocos Sur op het eiland Luzon. Bij de laatste census in 2010 telde de gemeente bijna 19 duizend inwoners.

## Geografie

### Bestuurlijke indeling
Caoayan is onderverdeeld in de volgende 17 barangays:
| - Anonang Mayor - Anonang Menor - Baggoc - Callaguip - Caparacadan - Don Alejandro Quirolgico - Don Dimas Querubin - Don Lorenzo Querubin - Fuerte | - Manangat - Naguilian - Nansuagao - Pandan - Pantay-Quitiquit - Puro - Tamurong - Villamar |

## Demografie
Caoayan had bij de census van 2010 een inwoneraantal van 18.551 mensen. Dit waren 363 mensen (1,9%) minder dan bij de vorige census van 2007. Ten opzichte van de census van 2000 was het aantal inwoners gegroeid met 1.352 mensen (7,9%). De gemiddelde jaarlijkse groei in die periode kwam daarmee uit op 0,76%, hetgeen lager was dan het landelijk jaarlijks gemiddelde over deze periode (1,90%).

De bevolkingsdichtheid van Caoayan was ten tijde van de laatste census, met 18.551 inwoners op 17,42 km², 1064,9 mensen per km².